# Holorusia brobdignagia
Holorusia brobdignagia är en tvåvingeart som först beskrevs av John Obadiah Westwood 1876.  Holorusia brobdignagia ingår i släktet Holorusia och familjen storharkrankar. Inga underarter finns listade i Catalogue of Life.